# Petropàvlovka (Balakhtà)
|  | Per a altres significats, vegeu «Petropàvlovka». |

Petropàvlovka (en rus: Петропавловка) és un poble del krai de Krasnoiarsk, a Rússia, que en el cens del 2010 tenia 403 habitants. Pertany al districte de Balakhtà.